# Nadrzewek południowy
Nadrzewek południowy (Meconema meridionale) – śródziemnomorski gatunek niewielkiego, jasnozielonego owada prostoskrzydłego z rodziny pasikonikowatych (Tettigoniidae). Od lat 60. XX w. rozprzestrzenił się w Europie Zachodniej i w kilku krajach Europy Środkowej. Od 2013 notowany w Polsce.